# Лудокамчийски пролом
Лудокамчийският пролом е пролом на река Луда Камчия в Източна България, в Източна Стара планина, между Върбишка планина на северозапад, и Камчийска и Еминска планина на югоизток в Бургаска и Варненска област.
Проломът е с епигенетичен произход и е с дължина около 25 km, а средната му надморската височина е около 70 m. Всечен е дълбоко в юрски, кредни и терциерни мергелно-варовити и песъчливи пластове, като склоновете му са стръмни.
Започва западно от село Дъскотна на 94 m н.в. и се насочва на север, а след това на североизток. В района на село Билка е средата на пролома и тук средната му надморската височина е около 70 m. Завършва южно от село Аспарухово на около 50 m н.в. Последните 4 – 5 km от пролома са залети от „опашката“ на язовир Георги Трайков.
В най-долната част на пролома, на десния му долинен склон, на около 1,5 km северно от село Добромир се намира причудливия скален комплекс Чудните скали. В близост е и хижа „Чудните скали“, а в района на село Дропла – хижа „Луда Камчия“. В пролома са разположени селата Дъскотна, Вишна, Билка, Трънак, Добромир и Струя в Бургаска област и село Аспарухово във Варненска област.
През пролома, по целия му десен (източен) долинен склон преминава участък от 24,1 km от третокласния Републикански път III-208 Ветрино – Провадия – Дългопол – Айтос (от km 49,9 до km 74,0).
Успоредно на шосето преминава и участък от около 22 km от обновеното и модернизирано трасе на жп линията Комунари – Дъскотна – Карнобат, по която пътуването е особено интересно с няколкото нови и високи мостове над Луда Камчия и над „опашката“ на язовир Георги Трайков.

## Топографска карта
- Лист от карта K-35-43. Мащаб: 1 : 100 000.